# 690년

## 연호
- 당(唐) 재초(載初) 원년
- 무주(武周) 천수(天授) 원년

## 기년
- 당(唐) 예종(睿宗) 7년
- 무주(武周) 측천황제(則天皇帝) 원년
- 신라(新羅) 신문왕(神文王) 10년

## 사건
- 측천무후, 황제 즉위무주 (당나라)

대주(大周[1][2], 690년 양력 10월 16일 ~ 705년 양력 3월 3일)는 690년 9월 9일 중양절을 기해 당나라의 황후인 무측천이 황제로 즉위하면서 일시적으로 당나라를 멸망시키고 세운 국가이다. 수도는 당의 동도(東都)라 불렸던 지금의 뤄양에 있었으며, 무주 당시에는 신도(神都)라 불렸다.

## 탄생
- 백제(百濟)의 공주(公主) 부여태비(扶餘太妃)